# Bécédi-Brignan
Bécédi-Brignan  è una città e sottoprefettura della Costa d'Avorio appartenente al dipartimento di Adzopé. Conta una popolazione di 22 633 abitanti (censimento 2014).